# Ryszard Drozd
Ryszard Sławomir Drozd (ur. 16 czerwca 1934 w Jaśle, zm. 7 marca 2012 w Katowicach) – polski szachista, mistrz FIDE od 1983 roku.

## Kariera szachowa
Syn Stanisława i Cecylii. W 1956 r. zdobył w barwach klubu DWP Warszawa złoty medal drużynowych mistrzostw Polski. W latach 60. należał do szerokiej czołówki polskich szachistów. W 1959 r. zadebiutował w Łodzi w finale mistrzostw Polski. Do 1979 r. w finałowych turniejach wystąpił 11 razy, dwukrotnie zdobywając brązowe medale: w latach 1960 (we Wrocławiu) oraz 1961 (w Katowicach). W 1970 r. zdobył w Poznaniu tytuł wicemistrza Polski w szachach błyskawicznych. 
Wziął udział w kilku międzynarodowych turniejach, m.in. w Bad Salzungen (1960), Rostowie (1961), Warszawie (1961) i Bukareszcie (1962), nie osiągając jednak znaczących sukcesów w postaci turniejowych zwycięstw. W 1961 r. na turnieju w Rostowie odniósł duży sukces, pokonując w partii radzieckiego arcymistrza, Lwa Poługajewskiego.
Ryszard Drozd wielokrotnie zwyciężał w Indywidualnych Mistrzostwach Śląska Seniorów.
Według retrospektywnego systemu Chessmetrics, najwyżej sklasyfikowany był w styczniu 1962 r., zajmował wówczas 215. miejsce na świecie.
Został pochowany na cmentarzu komunalnym w Lublińcu.